# A48-as autópálya (Németország)
Az A48-as autópálya (németül: Bundesautobahn 48) egy autópálya Németországban. Hossza 78 km.